# Flavio Biondo
Flavio Biondo (latinsko Flavius Blondus) je bil italijanski renesančni humanist in zgodovinar, * 1392, Forli, Romanja, †  4. junij 1463, Rim. 
Bil je eden prvih zgodovinarjev, ki je uporabil delitev zgodovine na tri obdobja - stari, srednji in novi vek, in eden prvih arheologov. 
Rojen je bil v Forliju, glavnem mestu province Romanje, in bil dobro šolan že od malih nog. Študiral je pri Ballistariju iz Kremone. Med kratkim bivanjem v Milanu je odkril in prepisal edinstven rokopis Ciceronovega dialoga Brut. Leta 1433 se je preselil v Rim, kjer je začel svojo pisateljsko kariero. Leta 1444 je bil imenovan za tajnika pisarne papeža Evgena IV. in spremljal papeža v njegovem izgnanstvu v Ferrari in Firencah. Po pokroviteljevi smrti so Flavija zaposlili Evgenovi nasledniki Nikolaj V., Kalist III. in humanist Pij II.

## Arheološka dela
Flavio je objavil tri enciklopedična dela, ki so bila sistematični in dokumentirani vodniki po ruševinah in topografiji starega Rima, zaradi česar so ga imeli za enega prvih arheologov. Kasnejši antikvarji in zgodovinarji so gradili na temeljih, ki sta jih postavila Flavio in njegov starejši sodobnik Poggio Bracciolini. Ruševine starega Rima so bile takrat zaraščene in neraziskane. Ko se je Bracciolini leta 1420 povzpel na Kapitolski grič, je videl le zapuščena polja. Na forumu, zakopanem v zemljo, so se pasle krave, po grmovju pa so se skrivali prašiči. Flavio in njegovi kolegi humanisti, med njimi Leon Battista Alberti, so začeli raziskovati in dokumentirati rimsko arhitekturo, topografijo in zgodovino ter pri tem oživili vizijo nekdanje slave Rima. 
Flavijevo prvo delo je bilo De Roma instaurata (Obnovljeni Rim) v treh zvezkih, objavljeno v letih 1444–1448. Delo je bilo in je še vedno zelo vplivna humanistična vizija vrnitve Rima na njegove prejšnje vrhunce veličine s poustvarjanjem videza Rima na podlagi ruševin, ki so ostale. Delo je bilo prvi sistematičen in dobro dokumentiran vodnik po ruševinah Rima. 
Drugo zelo priljubljeno delo je bilo De Roma triumphante (Zmagoviti Rim), objavljeno leta 1479. Delo govori o Rimu kot modelu za sodobne vladne in vojaške reforme. Knjiga je zelo vplivala na obujanje rimskega patriotizma in spoštovanja do starega Rima in hkrati predstavljala papeštvo kot nadaljevanje Rimskega cesarstva. 

## Zgodovinska dela
Biondovi največji deli sta Italia illustrata (Osvetljena Italija), napisana med letoma 1448 in 1458 in objavljena leta 1474, in Historiarum ab inclinatione Romanorum imperii decades (Desetletja zgodovine od propada Rimskega imperija),  napisana leta 1439 do 1453 in objavljena leta 1483. 
Italia illustrata je geografija, ki temelji na avtorjevih osebnih potovanjih in zgodovini štirinajstih italijanskih regij (regiones). Za razliko od srednjeveških geografov, ki so se osredotočali na regijo, je Biondo, ki je za svoj model vzel Strabona, obnovil idejo o Italiji, ki bi vključevala celoten polotok. S topografijo je nameraval povezati antiko z modernim časom. Knjiga vsebuje opise posameznih lokacij, etimologijo krajevnih imen in njihovo spreminjanje skozi čas in kratke opise  pomembnih dogodkov, povezanih s posamezno lokacijo. Ta prva zgodovinska geografija se začne z Rimsko republiko in cesarstvom in nadaljuje s 400 let barbarskih vpadov ter analizo Karla Velikega in kasnejših cesarjev Svetega rimskega cesarstva. Knjiga odlično opisuje humanistično oživitev in obnovo klasike v prvi polovici 15. stoletja. 
Flavijevo največje delo je Historiarum ab Inclinatione Romanorum Imperii (Zgodovina od propada Rimskega imperija, Benetke, 1483), zgodovina Evrope v dvaintridesetih knjigah. Knjiga opisuje zgodovino od plenjenja Rima leta 410 s strani Vizigotov do sodobne Italije leta 1442. Avtor je uporabil samo najbolj zanesljive in primarne vire. Leonardo Bruni je Flavijevo delo uporabil za okvir svoje knjige Zgodovina florentinskega ljudstva, napisane približno v istem času. 